# Sakamoto Daiki
Daiki Sakamoto (sinh ngày 15 tháng 4 năm 1996) là một cầu thủ bóng đá người Nhật Bản.

## Sự nghiệp câu lạc bộ
Daiki Sakamoto đã từng chơi cho Roasso Kumamoto.